# Тауфкирхен (Филс)
Тауфкирхен (њем. Taufkirchen) општина је у њемачкој савезној држави Баварска. Једно је од 26 општинских средишта округа Ердинг. Према процјени из 2010. у општини је живјело 8.905 становника. Посједује регионалну шифру (AGS) 9177139.

## Географски и демографски подаци
Тауфкирхен се налази у савезној држави Баварска у округу Ердинг. Општина се налази на надморској висини од 466 метара. Површина општине износи 70,2 km². У самом мјесту је, према процјени из 2010. године, живјело 8.905 становника. Просјечна густина становништва износи 127 становника/km².